# Lietuvos Krepšinio Lyga 2023-24
La Lietuvos Krepšinio Lyga 2023-24, también llamada Betsafe-LKL por motivos de patrocinio, fue la temporada número 31 de la liga de baloncesto profesional de primer nivel de Lituania, la Liga de baloncesto de Lituania (LKL). El campeón fue el BC Rytas, que lograba su séptimo título.

## Equipos
12 equipos participan en la temporada LKL 2023-24. El 22 de mayo de 2023, se concedió la licencia Betsafe-LKL al M Basket.
| Equipo                    | Ciudad    | Pabellón                   | Capacidad |
| ------------------------- | --------- | -------------------------- | --------- |
| 7bet-Lietkabelis          | Panevėžys | Kalnapilio Arena           | 5,950     |
| Cbet                      | Jonava    | Jonava Arena               | 2,200     |
| Gargždai                  | Klaipėda  | Švyturys Arena             | 6,200     |
| M Basket-Delamode         | Telšiai   | Telšiai sports arena       | 1,000     |
| Neptūnas                  | Klaipėda  | Švyturys Arena             | 6,200     |
| Nevėžis-OPTIBET           | Kėdainiai | Kėdainiai Arena            | 2,200     |
| Pieno žvaigždės           | Pasvalys  | Pieno žvaigždės Arena      | 1,500     |
| Rytas                     | Vilnius   | Avia Solutions Group Arena | 10,000    |
| Rytas                     | Vilnius   | Jeep Arena                 | 2,500     |
| Šiauliai                  | Šiauliai  | Šiauliai Arena             | 5,700     |
| Uniclub Casino – Juventus | Utena     | Utena Arena                | 2,000     |
| Wolves                    | Vilnius   | Avia Solutions Group Arena | 10,000    |
| Žalgiris                  | Kaunas    | Žalgiris Arena             | 15,415    |

## Clasificación
Actualizado:2 de mayo de 2024
| Pos. | Equipo                        | PJ | G  | P  | PF   | PC   | DP   | Pts | Clasificación o descenso |
| ---- | ----------------------------- | -- | -- | -- | ---- | ---- | ---- | --- | ------------------------ |
| 1    | Žalgiris (A)                  | 28 | 25 | 3  | 2462 | 2069 | +393 | 53  | Acceden a los playoffs   |
| 2    | Rytas (A)                     | 29 | 23 | 6  | 2667 | 2321 | +346 | 52  | Acceden a los playoffs   |
| 3    | Wolves (A)                    | 29 | 21 | 8  | 2516 | 2304 | +212 | 50  | Acceden a los playoffs   |
| 4    | Uniclub Casino – Juventus (A) | 28 | 17 | 11 | 2474 | 2287 | +187 | 45  | Acceden a los playoffs   |
| 5    | 7Bet–Lietkabelis (A)          | 28 | 15 | 13 | 2359 | 2361 | −2   | 43  | Acceden a los playoffs   |
| 6    | Neptūnas (A)                  | 29 | 14 | 15 | 2443 | 2501 | −58  | 43  | Acceden a los playoffs   |
| 7    | Cbet (A)                      | 29 | 11 | 18 | 2369 | 2502 | −133 | 40  | Acceden a los playoffs   |
| 8    | M Basket-Delamode (A)         | 29 | 11 | 18 | 2254 | 2437 | −183 | 40  | Acceden a los playoffs   |
| 9    | Nevėžis–Optibet (E)           | 28 | 8  | 20 | 2339 | 2573 | −234 | 36  |                          |
| 10   | Šiauliai (E)                  | 28 | 7  | 21 | 2273 | 2437 | −164 | 35  |                          |
| 11   | Pieno žvaigždės (E)           | 29 | 5  | 24 | 2380 | 2744 | −364 | 34  |                          |
| 12   | Gargždai                      | 0  | 0  | 0  | 0    | 0    | 0    | 0   | Excluido de la liga      |

 Fuente: LKL.lT

### Resultados 1.ª y 2.ª vuelta
| Local \ Visitante         | LIE    | JSK    | MAZ    | NEP     | NEV    | PZV    | RYT    | SIA    | JUV    | WOL     | ZAL   |
| ------------------------- | ------ | ------ | ------ | ------- | ------ | ------ | ------ | ------ | ------ | ------- | ----- |
| 7Bet–Lietkabelis          | —      | 84–79  | 82–81  | 76–78   | 100–79 | 95–92  | 77–89  | 92–85  | 72–73  | 108–105 | 68–80 |
| Cbet                      | 74–92  | —      | 87–96  | 88–77   | 94–77  | 84–89  | 89–101 | 85–84  | 84–73  | 71–83   | 67–75 |
| M Basket–Delamode         | 64–82  | 79–82  | —      | 70–68   | 88–81  | 100–74 | 60–77  | 73–78  | 88–86  | 73–84   | 69–73 |
| Neptūnas                  | 91–81  | 69–64  | 84–87  | —       | 97–74  | 112–87 | 70–77  | 85–76  | 78–91  | 66–98   | 75–95 |
| Nevėžis–Optibet           | 106–94 | 92–86  | 72–83  | 96–92   | —      | 90–91  | 85–97  | 89–84  | 64–90  | 78–99   | 70–76 |
| Pieno žvaigždės           | 78–84  | 92–93  | 107–88 | 83–86   | 91–101 | —      | 77–101 | 72–115 | 75–85  | 88–91   | 71–98 |
| Rytas                     | 94–73  | 110–88 | 90–54  | 93–75   | 113–64 | 106–90 | —      | 91–78  | 93–88  | 74–84   | 67–81 |
| Šiauliai                  | 74–88  | 89–86  | 81–90  | 90–82   | 85–77  | 91–95  | 75–99  | —      | 66–103 | 66–68   | 73–87 |
| Uniclub Casino – Juventus | 88–91  | 96–63  | 81–74  | 112–102 | 106–74 | 119–78 | 96–103 | 88–68  | —      | 96–68   | 69–79 |
| Wolves                    | 73–78  | 85–96  | 84–74  | 92–73   | 89–74  | 94–79  | 72–89  | 86–77  | 77–71  | —       | 75–64 |
| Žalgiris                  | 69–63  | 86–69  | 103–75 | 76–88   | 102–98 | 78–68  | 97–94  | 89–74  | 101–63 | 79–55   | —     |

### Resultados 3.ª vuelta
| Local \ Visitante         | LIE     | JSK    | MAZ    | NEP     | NEV    | PZV    | RYT    | SIA   | JUV    | WOL   | ZAL     |
| ------------------------- | ------- | ------ | ------ | ------- | ------ | ------ | ------ | ----- | ------ | ----- | ------- |
| 7Bet–Lietkabelis          | —       | 90–80  | 88–82  | —       | 92–93  | 90–63  | —      | —     | 78–91  | —     | 77–83   |
| Cbet                      | —       | —      | —      | 78–81   | —      | —      | 85–98  | 81–80 | —      | 81–68 | —       |
| M Basket–Delamode         | —       | 62–79  | —      | —       | 81–93  | 79–73  | 63–89  | —     | 73–71  | —     | —       |
| Neptūnas                  | 88–84   | —      | 91–89  | —       | 79–92  | 77–88  | —      | —     | —      | 85–86 | 114–112 |
| Nevėžis–Optibet           | —       | 116–83 | —      | —       | —      | —      | 79–88  | 86–94 | 88–93  | —     | —       |
| Pieno žvaigždės           | —       | 77–116 | —      | —       | 74–76  | —      | 89–124 | —     | 83–89  | —     | —       |
| Rytas                     | 113–100 | —      | —      | 83–84   | —      | —      | —      | 83–74 | —      | 99–83 | —       |
| Šiauliai                  | 79–87   | —      | 91–94  | 104–98  | —      | 98–89  | —      | —     | —      | 65–91 | 69–92   |
| Uniclub Casino – Juventus | —       | 88–85  | —      | 83–96   | —      | —      | 88–78  | 96–93 | —      | —     | —       |
| Wolves                    | 109–72  | —      | 104–78 | —       | 102–83 | 111–79 | —      | —     | 100–88 | —     | 97–93   |
| Žalgiris                  | 83–77   | 101–57 | 95–68  | 112–114 | 102–78 | 97–77  | 92–78  | 92–69 | 92–62  | 93–97 | —       |

## Playoffs
Los cuartos de final se jugarán al mejor de tres, mientras que las semifinales, el partido por el tercer puesto y la final se jugarán al mejor de cinco.
|  | Cuartos de final          | Cuartos de final          | Cuartos de final          | Cuartos de final | Cuartos de final | Cuartos de final |                  |     | Semifinales            | Semifinales            | Semifinales            | Semifinales            | Semifinales            | Semifinales            |    |    | Final | Final | Final | Final | Final | Final |
|  |                           |                           |                           |                  |                  |                  |                  |     |                        |                        |                        |                        |                        |                        |    |    |       |       |       |       |       |       |
|  |                           |                           |                           |                  |                  |                  |                  |     |                        |                        |                        |                        |                        |                        |    |    |       |       |       |       |       |       |
|  |                           |                           |                           |                  |                  |                  |                  |     |                        |                        |                        |                        |                        |                        |    |    |       |       |       |       |       |       |
|  | Žalgiris                  | Žalgiris                  | Žalgiris                  | 97               | 76               | –                |                  |     |                        |                        |                        |                        |                        |                        |    |    |       |       |       |       |       |       |
|  | Žalgiris                  | Žalgiris                  | Žalgiris                  | 97               | 76               | –                |                  |     |                        |                        |                        |                        |                        |                        |    |    |       |       |       |       |       |       |
|  | M Basket–Delamode         | M Basket–Delamode         | M Basket–Delamode         | 61               | 58               | –                |                  |     |                        |                        |                        |                        |                        |                        |    |    |       |       |       |       |       |       |
|  | M Basket–Delamode         | M Basket–Delamode         | M Basket–Delamode         | 61               | 58               | –                | Žalgiris         | 93  | 90                     | 88                     | –                      | –                      |                        |                        |    |    |       |       |       |       |       |       |
|  |                           |                           |                           |                  |                  |                  | Žalgiris         | 93  | 90                     | 88                     | –                      | –                      |                        |                        |    |    |       |       |       |       |       |       |
|  |                           | 7Bet–Lietkabelis          | 72                        | 89               | 79               | –                | –                |     |                        |                        |                        |                        |                        |                        |    |    |       |       |       |       |       |       |
|  | Uniclub Casino – Juventus | Uniclub Casino – Juventus | Uniclub Casino – Juventus | 89               | 79               | –                | –                | 77  | 89                     | 99                     |                        |                        |                        |                        |    |    |       |       |       |       |       |       |
|  | Uniclub Casino – Juventus | Uniclub Casino – Juventus | Uniclub Casino – Juventus |                  |                  |                  |                  |     |                        | 99                     |                        |                        |                        |                        |    |    |       |       |       |       |       |       |
|  | 7Bet–Lietkabelis          | 7Bet–Lietkabelis          | 7Bet–Lietkabelis          | 84               | 88               | 100              |                  |     |                        |                        |                        |                        |                        |                        |    |    |       |       |       |       |       |       |
|  | 7Bet–Lietkabelis          | 7Bet–Lietkabelis          | 7Bet–Lietkabelis          | 84               | 88               | 100              | Žalgiris         | 88  | 94                     | 91                     | 87                     | -                      |                        |                        |    |    |       |       |       |       |       |       |
|  |                           |                           |                           |                  |                  |                  | Žalgiris         | 88  | 94                     | 91                     | 87                     | -                      |                        |                        |    |    |       |       |       |       |       |       |
|  |                           | Rytas                     | 89                        | 104              | 81               | 88               | -                |     |                        |                        |                        |                        |                        |                        |    |    |       |       |       |       |       |       |
|  | Rytas                     | Rytas                     | Rytas                     | 104              | 81               | 88               | -                | 110 | 96                     | –                      |                        |                        |                        |                        |    |    |       |       |       |       |       |       |
|  | Rytas                     | Rytas                     | Rytas                     |                  |                  |                  |                  |     |                        | –                      |                        |                        |                        |                        |    |    |       |       |       |       |       |       |
|  | Cbet                      | Cbet                      | Cbet                      | 77               | 90               | –                |                  |     |                        |                        |                        |                        |                        |                        |    |    |       |       |       |       |       |       |
|  | Cbet                      | Cbet                      | Cbet                      | 77               | 90               | –                | Rytas            | 85  | 113                    | 86                     | 86                     | 92                     |                        |                        |    |    |       |       |       |       |       |       |
|  |                           |                           |                           |                  |                  |                  | Rytas            | 85  | 113                    | 86                     | 86                     | 92                     |                        |                        |    |    |       |       |       |       |       |       |
|  |                           | Wolves Twinsbet           | 96                        | 75               | 78               | 97               | 86               |     | Tercer y cuarto puesto | Tercer y cuarto puesto | Tercer y cuarto puesto | Tercer y cuarto puesto | Tercer y cuarto puesto | Tercer y cuarto puesto |    |    |       |       |       |       |       |       |
|  | Wolves Twinsbet           | Wolves Twinsbet           | Wolves Twinsbet           | 75               | 78               | 97               | 86               | 91  | Tercer y cuarto puesto | Tercer y cuarto puesto | Tercer y cuarto puesto | Tercer y cuarto puesto | Tercer y cuarto puesto | Tercer y cuarto puesto | 76 | 91 |       |       |       |       |       |       |
|  | Wolves Twinsbet           | Wolves Twinsbet           | Wolves Twinsbet           |                  |                  |                  |                  |     |                        |                        |                        |                        |                        |                        |    | 91 |       |       |       |       |       |       |
|  | Neptūnas                  | Neptūnas                  | Neptūnas                  | 84               | 95               | 80               |                  |     |                        |                        |                        |                        |                        |                        |    |    |       |       |       |       |       |       |
|  | Neptūnas                  | Neptūnas                  | Neptūnas                  | 84               | 95               | 80               | 7Bet–Lietkabelis | 86  | 73                     | 91                     | 98                     | -                      |                        |                        |    |    |       |       |       |       |       |       |
|  |                           |                           |                           |                  |                  |                  |                  |     |                        |                        |                        |                        |                        |                        |    |    |       |       |       |       |       |       |
|  | Wolves Twinsbet           | 84                        | 81                        | 84               | 87               | -                |                  |     |                        |                        |                        |                        |                        |                        |    |    |       |       |       |       |       |       |
|  | Wolves Twinsbet           | 84                        | 81                        | 84               | 87               | -                |                  |     |                        |                        |                        |                        |                        |                        |    |    |       |       |       |       |       |       |

## Galardones

### Jugador del mes
| Mes           | Jugador        | Equipo          | Val. | Ref.  |
| 2023          | 2023           | 2023            | 2023 | 2023  |
| ------------- | -------------- | --------------- | ---- | ----- |
| Septiembre    | Gytis Masiulis | Rytas           | 24.5 | [ 2 ] |
| Octubre       | Nick Ward      | Gargždai        | 27.7 | [ 3 ] |
| Noviembre     | Brandon Tabb   | Pieno žvaigždės | 26.7 | [ 4 ] |
| Diciembre     | Zane Waterman  | Nevėžis         | 24.5 | [ 5 ] |
| 2024          |                |                 |      |       |
| Enero–Febrero | Marcus Foster  | Rytas           | 21.8 | [ 6 ] |
| Marzo         | Zane Waterman  | Nevėžis-OPTIBET | 27.4 | [ 7 ] |
| Abril         | Amit Ebo       | Nevėžis-OPTIBET | 27.3 | [ 8 ] |